# Rafał Haj
Rafał Haj (ur. 30 maja 1978 we Wrocławiu) – polski żużlowiec.
Sport żużlowy uprawiał w latach 1996–2000 w klubach WTS Wrocław (1996–1998), ŁTŻ Łódź (1999) oraz Wanda Kraków (2000).
Brązowy medalista młodzieżowych mistrzostw Polski par klubowych (Piła 1998). Dwukrotny finalista turniejów o "Brązowy Kask" (Bydgoszcz 1996 – XVI miejsce, Piła 1997 – VII miejsce). Finalista turnieju o "Srebrny Kask" (Leszno 1997 – VIII miejsce). Finalista turnieju o "Złoty Kask" (Wrocław 1998 – XVI miejsce).
Po zakończeniu kariery sportowej został mechanikiem, pracował m.in. w zespole Grega Hancocka.